# Hospital de Santiago Apóstol (Cuenca)
El hospital de Santiago Apóstol es un edificio de la ciudad española de Cuenca. Edificado en 1511 se proyectó con cuatro grandes lienzos o crujías, dentro de las cuales se encerraba un patio porticado, en el que hombres y mujeres quedaban completamente separados. Hoy día cuenta con el estatus de bien de interés cultural.

## Arquitectura

### Descripción
La fachada principal, como sucede con la actual, estaba orientada al este. A la entrada había un patio que daba paso a la Puerta Dorada, que estaba labrada al «romano», y era llamada así por el color con el que estaba policromada. Esta portada plateresca estaba protegida por un voladizo de madera, decorado con casetones y sostenido por dos columnas, y, encima del entablamento, presentaba una hornacina donde se colocó una escultura del Apóstol Santiago. Los escudos de la Orden de Santiago y los de los Reyes también aparecían en la portada.
A través de esta puerta, se ingresaba en el vestíbulo. Era una pieza grande, con las paredes enlucidas y el techo de madera. Tenía dos puertas: Una conducía a la iglesia y la otra desembocaba en el patio que hoy conocemos. El patio es cuadrado y tiene dos plantas, ambas con galerías arquitrabadas, con columnas de piedra y zapatas de madera en la baja y pies derechos en la alta, las cuales han sido cerradas posteriormente. Las columnas se alzan sobre plintos y presentan un tipo de capitel con estrías, conocido desde tiempos de Lorenzo Vázquez, que en este caso se adornan con escudos con la Cruz de Santiago. Este modelo de patio tendrá larga trayectoria en la región. La pila, de planta octogonal, fue concebida a modo de concha, alternando en su ornamentación el escudo de la Orden de Santiago con unas máscaras, por cuyas bocas brota el agua. En el friso de la taza hay una inscripción en la que figura la fecha de 3 de junio de 1600. Actualmente, la fuente está coronada por una imagen de la Virgen de la Milagrosa, y, aunque se proyectó sin ningún remate, muy pronto, en 1604, le pusieron una escultura de bronce en la que se representaba al apóstol Santiago a caballo. En torno a este patio, que era el principal, se vertebraban las distintas estancias.
En el siglo XVII, se remodeló la fachada principal y la Puerta Dorada fue demolida. Se cerró entonces el lienzo horizontal del hospital con una nueva fachada, la cual está dentro de la estética de nuestro primer barroco, desornamentado y sobrio. Sobre el balcón principal, se colocó un medallón con el Apóstol Santiago a caballo y la fecha de 1634, y en los balcones próximos a éstos, el escudo de la Orden de Santiago, sostenido por dos ángeles.
La fachada fue trazada en 1608 por el arquitecto Francisco de Mora, que era el maestro mayor de la obra del monasterio de Uclés, y su ejecución se encomendó al maestro de cantería Juan Fernández de la Serna. Unos años más tarde, concretamente en 1623, fray Alberto de la Madre de Dios diseñó puertas y ventanas, las cuales fueron realizadas por Francisco Montalvo.
A finales de 1762 y principios de 1763, se decidió demoler la vieja iglesia y levantar otra, de acuerdo con el gusto de la época. Dirigida por Lorenzo de Santa María, bajo planos de José Martín, la obra unifica el espacio mediante el tratamiento curvo y continuo del muro, el cual se articula con nichos y tribunas con celosías entre pilastras. Hay que subrayar la presencia de tribunas inaccesibles, y ventanas que se abren entre los nervios de la cúpula. La cornisa recorre todo el edificio, y se interrumpe al llegar a lo que antaño fue camarín, para levantarse en suave curva que sirve de asiento a las figuras de unos ángeles. Actualmente, al faltar el camarín, no puede apreciarse el efecto primitivo.
En los brazos del crucero, dos grandes relieves trabajados en estuco, en los que se representa la aparición de la Virgen María al apóstol Santiago, muestran el influjo ejercido por Ventura Rodríguez en el arte de José Martín. El color constituía un elemento importante en la decoración de la iglesia.
Su exterior es de gran simplicidad. El ábside, recorrido por pilastras jónicas, termina con una espadaña que dada su orientación, mirando a la ciudad, está tratada como si fuera la fachada principal de la iglesia. En el siglo XVIII, también se construyó la Puerta de Mediodía, que tiene inscrita la fecha de 1722.
El acceso al hospital está resuelto mediante una escalinata de doble ramal que se une en las mesetas, para volver a desplegarse, y que fue realizado a fines del siglo XVII, principios del XVIII.